# دلتنگی‌های نقاش خیابان چهل و هشتم (داستان)
دلتنگی‌های نقاش خیابان چهل و هشتم (به انگلیسی: De Daumier-Smith's Blue Period) یکی از داستان‌های کتاب مجموعهٔ «نه داستان» جروم دیوید سلینجر است که در ایران به نام دلتنگی‌های نقاش خیابان چهل و هشتم منتشر شده است.